# آروس آسریان
آروس هاروتیونی آسریان (ارمنی: Արուս Հարությունի Ասրյան؛  ۹ دسامبر ۱۹۰۴ – ۲۸ ژوئن ۱۹۸۷) یک بازیگر اهل ارمنستان بود. 

## زندگی‌نامه
وی در ۹ دسامبر [سبک قدیمی: ۲۶ نوامبر] ۱۹۰۴ در تفلیس یا واردابلور به دنیا آمد و از فارغ‌التحصیل گشت. وی برنده جوایزی همچون هنرمند مردمی ارمنستان شوروی شد. وی در ۲۸ ژوئن ۱۹۸۷ در سن ۸۲ سالگی در ایروان درگذشت.

## گزیده فیلمشناسی
از فیلم‌ها یا برنامه‌های تلویزیونی که وی در آن نقش داشته است می‌توان به نازار شجاع، داویت بک، قلب من در کوهساران اشاره کرد.

## نگارخانه

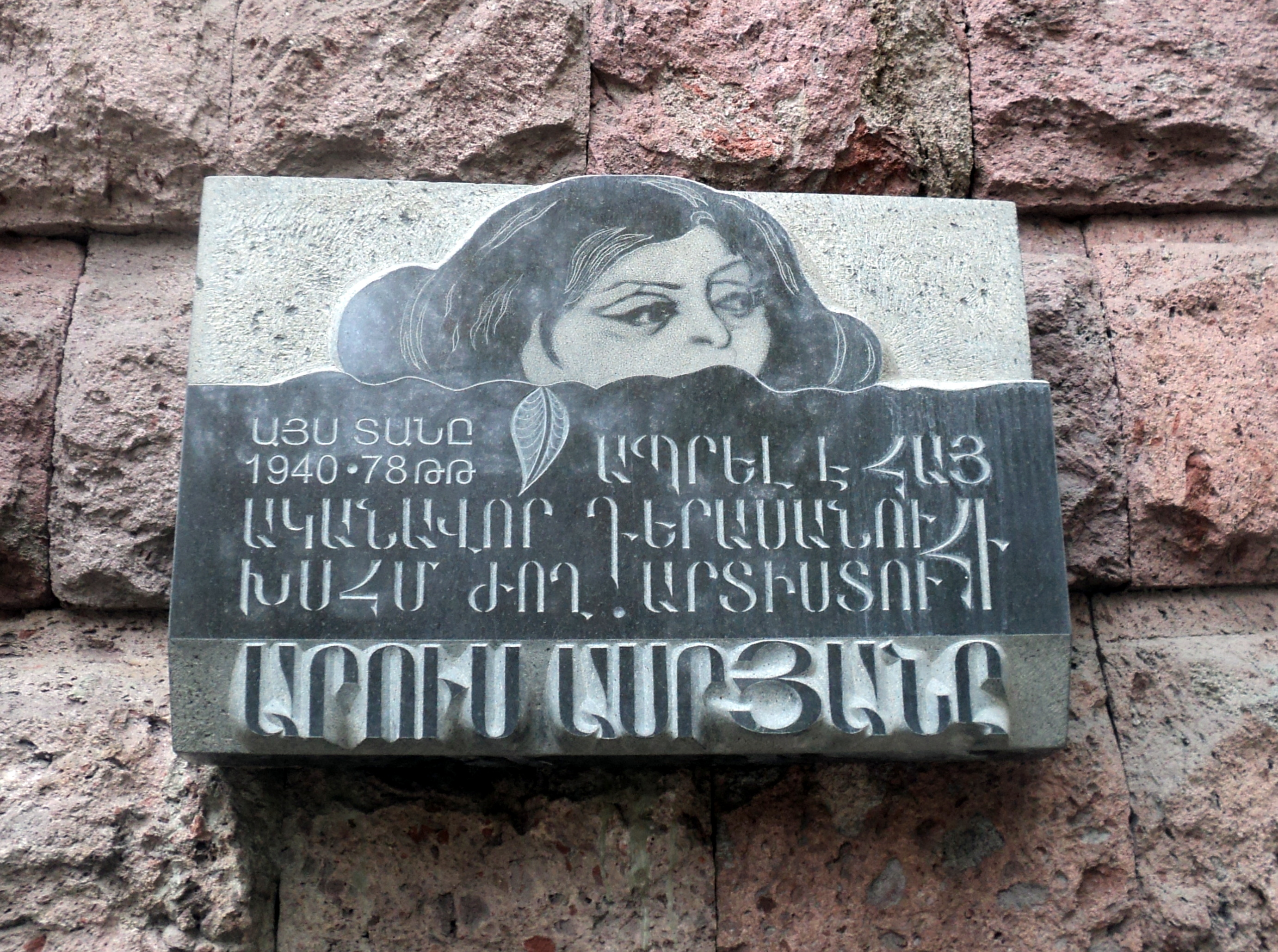
پلاک یادبود آروس آسریان